# Neohodgsonia mirabilis
Neohodgsonia mirabilis là một loài Rêu trong họ Neohodgsoniaceae. Loài này được Persson mô tả khoa học đầu tiên năm 1953 dưới danh pháp Hodgsonia mirabilis. Năm 1954 tác giả chuyển nó sang chi Neohodgsonia.